# СПМ (мина)
СПМ (от Средняя Прилипающая Мина) — советская объектная мина фугасного действия для поражения небронированных объектов, содержащих металлические детали или компоненты (например: ёмкостей, трубопроводов, авиатехники, электроразвязок и гидроарматуры и т. п.). Может также использоваться под водой и для выведения из строя судов небольшого водоизмещения.

## Конструкция
Состоит из пластмассового корпуса, заряда ВВ, двух дугообразных магнитов, взрывателя замедленного действия ВЗД-1М или ВСД-20М с запалом МД-5М. Никаких элементов неизвлекаемости или самоликвидации в конструкции мины не предусмотрено, равно как и датчиков цели.

## Тактико-технические характеристики
Тип — таймерная объектная фугасная
Корпус — пластмасса (бакелит или фенопласт)
Масса, кг — 3,0
Масса ВВ (МС), кг — около 1,0
Габариты, мм — 280×115×75
Температурный диапазон применения, град
с взрывателем ВЗД-1М — −20 °C / +40 °C
с взрывателем ВЗД-20М — −50 °C / +60 °C
Удерживающая сила магнитов, кг — 40-60
Допускаемая глубина воды, м:
с взрывателем ВЗД-1М — до 60
с взрывателем ВЗД-20М — до 40
Гарантийный срок хранения — 10 лет